# Abduh Husajn Ahmad
Abduh Husajn Ahmad (arab. عبده حسين أحمد) – egipski zapaśnik walczący w stylu wolnym. Piąty na igrzyskach afrykańskich w 1995. Wicemistrz Afryki w 1994. Brązowy medalista mistrzostw arabskich w 1995. Piąty na igrzyskach frankofońskich w 1994 roku.